# IC 1044
IC 1044 је спирална галаксија у сазвјежђу Волар која се налази на листи објеката дубоког неба у Индекс каталогу.
Деклинација објекта је + 9° 25' 54" а ректасцензија 14h 41m 28,9s. Привидна величина (магнитуда) објекта IC 1044 износи 14,1 а фотографска магнитуда 14,9. IC 1044 је још познат и под ознакама MCG 2-37-29, CGCG 75-111, PGC 52477.